# Eleição municipal de Imperatriz em 2012
A eleição municipal da cidade brasileira de Imperatriz em 2012 ocorreu em 7 de outubro do mesmo ano. O prefeito Sebastião Madeira, do PSDB, foi reeleito no primeiro turno.

## Resultado da eleição

### Primeiro turno
| Candidatos a prefeito  | Número | Votação | Percentual |
| ---------------------- | ------ | ------- | ---------- |
| Sebastião Madeira PSDB | 45     | 71.878  | 57,61%     |
| Rosângela Curado DEM   | 25     | 39.718  | 31,83%     |
| Carlinhos Amorim PDT   | 12     | 6.814   | 5,46%      |
| Adalberto PT           | 13     | 3.527   | 2,83%      |
| Justino Filho PTC      | 36     | 892     | 0,71%      |
| Major Melo PSOL        | 50     | 691     | 0,55%      |
| Kleber Miranda PSB     | 40     | 641     | 0,51%      |
| Wilson Leite PSTU      | 16     | 358     | 0,29%      |
| Aluisio Melo PCB       | 21     | 253     | 0,20%      |